# Autoblindat Rolls-Royce
Autoblindatul Rolls-Royce a fost un autoblindat britanic dezvoltat în 1914 și utilizat în Primul Război Mondial, Războiul Civil Irlandez și în Al Doilea Război Mondial.